# Lovato Lovati
Lovato Lovati, o Lovato de' Lovati, nome umanistico Lupatus de Lupatis (Padova, 1240 circa – Padova, 7 marzo 1309), è stato un notaio, poeta e giudice italiano.

## L'opera letteraria
La sua opera letteraria è principalmente riassumibile in quattro epistole metriche, oltre ad altre opere minori in versi.
Grazie alla sua conoscenza dei classici latini, come Catullo, Livio, Orazio e Seneca, fu autore di una Nota sul trimetro giambico. Lovati frequentò molto le biblioteche del nord Italia, specie quella del monastero di Pomposa, dove recuperò numerosi testi originali considerati perduti, compreso un testo latino su Tristano e Isotta.

## L'attività filologica e archeologica
L'opera filologica di Lovati fu di ispirazione per il Petrarca e per Boccaccio, tanto che Petrarca dedicò a Lovati un paragrafo sul secondo volume del Rerum memorandarum libri, rimproverandolo per aver sprecato il suo talento poetico nel lavoro in tribunale, e considerandolo come il più grande poeta della generazione precedente.
A Pomposa Lovati riscoprì l'Etruscus, il codice completo delle tragedie di Seneca.

## L'Arca di Antenore

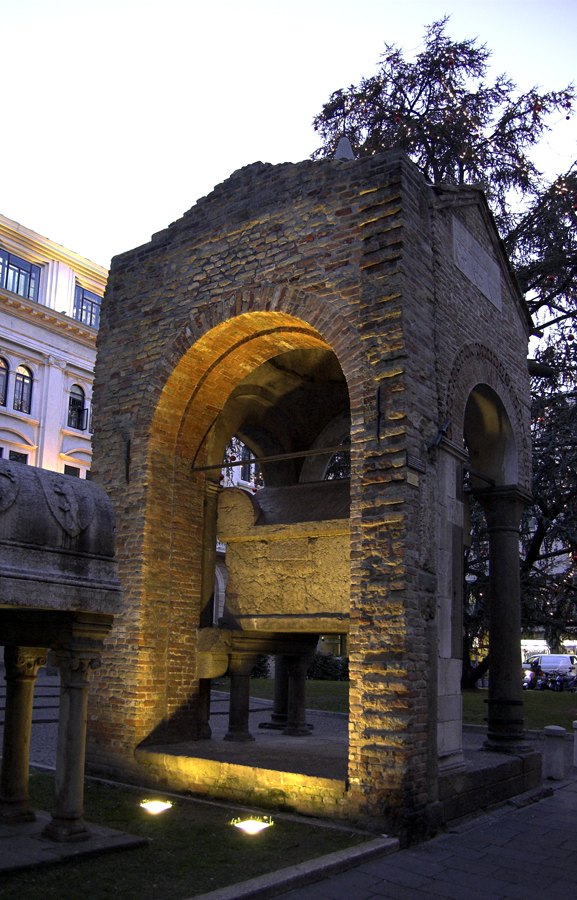
La cosiddetta Tomba di Antenore

Lovati deve la propria fama anche ad una questione occorsa durante la sua carriera di giudice, quando nel 1274 fu chiamato a giudicare l'attribuzione di un'arca funeraria rinvenuta durante la costruzione di un ospizio per trovatelli in Via San Biagio a Padova.
L'arca, contenente due bare in cipresso e piombo, venne attribuita al principe troiano Antenore, il mitologico fondatore della città. Un antico detto, circolante fra gli ambienti dotti preumanistici del tempo, recitava infatti: "Quando la capra parlerà e il lovo risponderà, Antenore si troverà". Il Capomastro che aveva effettuato la scoperta dei resti si chiamava Capra, il lovo (il lupo in dialetto veneto) fu identificato con lo stesso Lovato, pertanto quest'ultimo si schierò a favore dell'originalità del reperto e sostenne la tesi dell'appartenenza ad Antenore. I capi della città, cercando di ottenere una legittimazione mitologica per la città di recente sviluppo, sostennero la tesi di buon grado. 
A Lovati venne concesso il privilegio di istoriare l'arca in marmo dettando due quartine in latino, incise sui lati della stessa dal maestro artigiano Capra.
Solo nel 1985 analisi scientifiche hanno escluso l'appartenenza dei resti all'eroe troiano, ma hanno dimostrato che il manufatto risale al II secolo-III secolo dopo Cristo.
Lovati fu sepolto all'esterno della chiesa di San Lorenzo, in un'arca accanto alla tomba di Antenore. La chiesa nel 1808 venne sconsacrata con la soppressione dei monasteri, ma nel 1874 la tomba fu spostata temporaneamente in piazza del Santo. Dopo la demolizione nel 1937 dei resti della chiesa e la costruzione di piazza Antenore, nel 1942 la tomba fu riportata nei pressi del luogo originario.